# Komponisten der Gegenwart
Komponisten der Gegenwart (KdG) ist ein Musiklexikon in deutscher Sprache über Komponisten des 20. und 21. Jahrhunderts. Es ist ein als Loseblattsammlung angelegtes Nachschlagewerk mit Informationen zu gegenwärtig etwa 900 Komponisten. 

## Herausgeber
Hanns-Werner Heister und Walter-Wolfgang Sparrer begründeten das Lexikon Komponisten der Gegenwart (KdG) im Jahr 1992 und geben es seitdem im Verlag edition text + kritik heraus. Das Loseblattwerk umfasst inzwischen fast 14.000 Seiten in 11 Ordnern (72. Nachlieferung, April 2023) und wird zwei- bis dreimal jährlich aktualisiert und ergänzt. Es ist online kostenpflichtig verfügbar.

## Aufbau und Schwerpunkt
Die Sortierung erfolgt nach der alphabetischen Reihenfolge der Komponisten und Komponistinnen. Die Artikel gliedern sich in Biogramm und Werküberblick, Darstellungen der Werke, ausführliche Verzeichnisse. Die Biogramme bringen detaillierte Angaben, aber auch Auszeichnungen der Künstler; der Werküberblick eine Einführung in das Gesamtwerk des jeweiligen Komponisten. Zu rund 300 Komponisten finden sich ausführliche Darstellungen der Werke, wobei insbesondere Ästhetik und Kompositionstechnik historisch sowie musikalisch-analytisch reflektiert werden. Der Anhang enthält Notentafeln, ausführliche Werkverzeichnisse, Diskografien, Videografien und Bibliografien.

## Rezeption
„Selbst Experten für Neue Musik dürften eine Fülle von unbekannten Namen entdecken.“ Berliner Zeitung
Die über 200 internationalen Autoren sind anerkannte „Spezialisten für die jeweiligen Komponisten, die ohne Umschweife und in prägnanter Sprache ihren Gegenstand zu schildern wissen.“ Neue Zeitschrift für Musik

## Ausgabe
- Hanns-Werner Heister, Walter-Wolfgang Sparrer (Hrsg.): Komponisten der Gegenwart (KdG). edition text + kritik, München 2021, ISBN 978-3-96707-461-1 (Grundwerk einschließlich der 69. Nachlieferung).